# Nathalie Roques
Nathalie Roques est une scénariste de bande dessinée et auteure de livres de cuisine née en 1957.

## Biographie
Nathalie Roques travaille pour le journal de Mickey dans une rubrique, sur deux pages, intitulée les Déblok. À l'origine, il s'agit de blagues et de courriers de lecteurs illustrés. En 1989, Florence Cestac est engagée pour travailler avec Nathalie Roques. En 1992, le responsable éditorial décide d'en faire une bande dessinée. Dans ce but, Cestac et Roques collaborent et Rocques est créditée comme co-scénariste. Par la suite, Florence Cestac s'occupe de toute la partie dessinée qu'elle scénarise seule alors que Nathalie Roques s'occupe de l'autre page de la rubrique. En 1995, elle participe avec Cestac, Dodo et Édith à l'album Quatre punaises au club. Avec Anne Rozenblat elle scénarise plusieurs épisodes d'Henriette de Dupuy-Berbérian. En plus de son travail de scénariste, elle écrit aussi des livres de cuisine,.

## Ouvrages

### Bandes dessinées
- Les Déblok (scénario) avec Florence Cestac (dessin), Dargaud

1. L'année des Déblok, 1994.  (ISBN 2-02-020598-X)
2. Les Déblok rient  (ISBN 2-02-023932-9)
3. Les Déblok font le printemps, 1997.  (ISBN 2-205-04600-4)
4. Poilade de Déblok aux éclats de rire, 1997.  (ISBN 2-205-04613-6)
5. Truffes et langues de chats à la Déblok, 1998.  (ISBN 2-205-04752-3)

- Quatre punaises au club, co-scénariste avec Dodo et Édith ; dessin de Florence Cestac, Albin Michel, coll. « L'Écho des Savanes », 1995  (ISBN 2-226-07831-2)
- Henriette, co-scénariste avec Anne Rozenblat, Philippe Dupuy, Charles Berberian ; dessin de Philippe Dupuy et Charles Berberian, Les Humanoïdes Associés

1. Une envie de trop, 1998  (ISBN 2-7316-1341-6)
2. Un temps de chien, 1999  (ISBN 2-7316-1375-0)

### Livres
- La cuisine provençale : un recueil de recettes méridionales
- Les desserts confiture
- Les délices au lait
- Planète dans l'assiette
- SOS nul, cuisine
- Tout choco !
- Tout vitaminé ! 45 recettes pour cuisiner les fruits et les légumes
- Les petites nanas
- Les meilleures farces
- La pâtisserie dans l'assiette